# Sankt Mikaels kapell, Visby
Sankt Mikaels kapell var en kyrkolokal i kvarteret Vitkålen, Visby, som då tillhörde Visby domkyrkoförsamling i Visby stift. Domkyrkoförsamlingen lämnade lokalerna 2010 och ingick i ett samarbete med Equmeniakyrkan. Den orgel som byggdes av Grönlunds Orgelbyggeri 2004 flyttades då till Tjelvarkyrkan. Orgeln från 1968, byggd av Anders Perssons Orgelbyggeri, uppges finnas i avskedsrummet på Visby lasarett. 

## Inventarier
- Ett kors ritat av syster Marianne i Alsike kloster.

### Orgel
- Orgeln byggdes 1968 av Anders Perssons Orgelbyggeri. Orgeln är mekanisk.

| Manual       |
| Gedakt 8’    |
| Rörflöjt 4’  |
| Principal 2’ |
| Oktava 1'    |

- Den nuvarande orgeln är byggd 2004 av Grönlunds Orgelbyggeri, Gammelstaden. Den invigdes under Kristi himmelsfärds helgen 2004.

| Huvudverk I   | Svällverk II     | Pedal         | Koppel   |
| Principal 8’  | Fleut d'amour 8’ | Subbas 16’    | I/P      |
| Borduna 8’    | Flöjt 4’         | Kvintadena 4’ | II/P     |
| Basetthorn 4’ |                  |               | II/I     |
|               |                  |               | II 16'/I |

### Webbkällor
- https://web.archive.org/web/20160130141439/https://www.svenskakyrkan.se/default.aspx?id=655181
- http://www.gronlunds-orgelbyggeri.se/